# Booleska operatorer

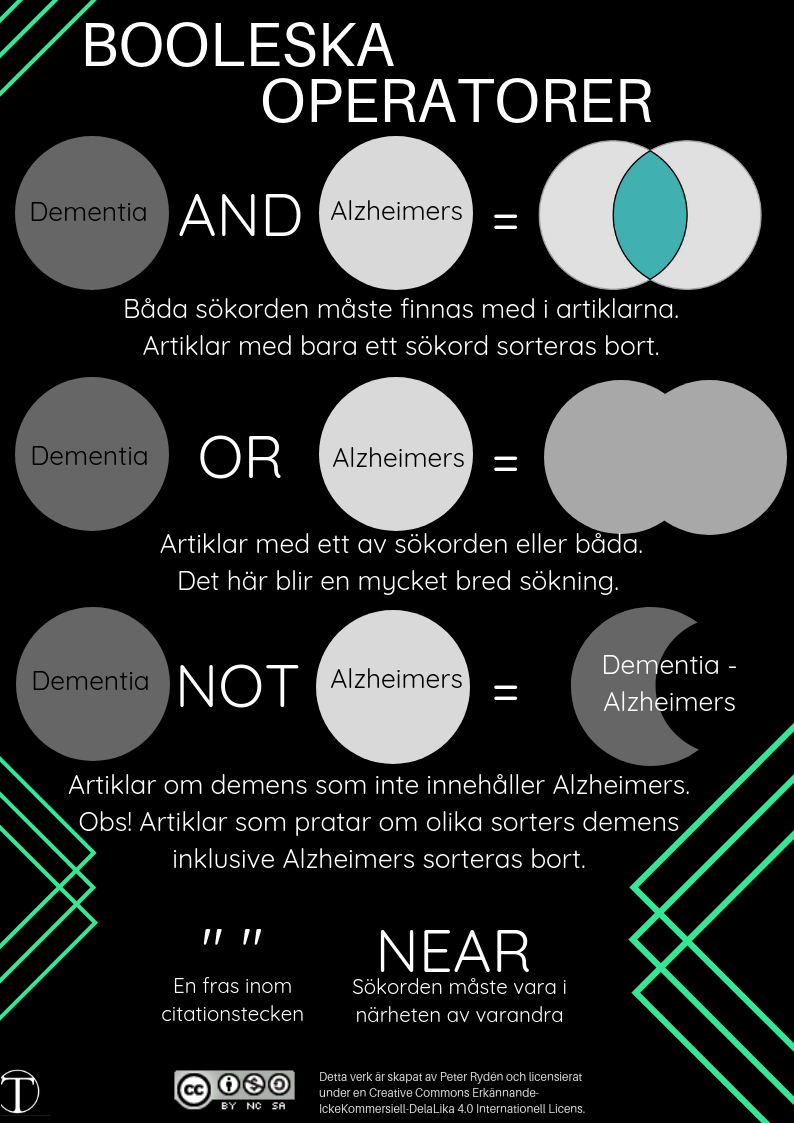
Bild: Pjotr'k

De så kallade booleska operatorerna (efter den engelske matematikern George Boole) AND, OR och NOT är en typ av sökkommandon som kan användas i de flesta databaser. De används för att utöka eller begränsa en sökning på internet, en databas eller liknande. Det behöver inte nödvändigtvis fungera på exakt samma sätt i alla databaser.
AND används då alla termer måste finnas med i dokumentet och ger en smalare sökning, t.ex. heart rate AND ecg. OR används då minst en av termerna måste finnas med och ger en bredare sökning. OR kan användas för att täcka in stavningsvarianter eller synomyner, t.ex. heart rate OR pulse rate. NOT används för att utesluta ord ur träfflistan, t.ex. ecg NOT ambulatory.